# Crassicrus
Genre
Crassicrus est un genre d'araignées mygalomorphes de la famille des Theraphosidae.

## Distribution
Les espèces de ce genre se rencontrent au Mexique, au Belize et au Guatemala.

## Liste des espèces
Selon World Spider Catalog (version 20.5, 19/08/2019) :
- Crassicrus bidxigui Candia-Ramírez & Francke, 2017
- Crassicrus cocona Candia-Ramírez & Francke, 2017
- Crassicrus lamanai Reichling & West, 1996
- Crassicrus stoicum (Chamberlin, 1925)
- Crassicrus tochtli Candia-Ramírez & Francke, 2017
- Crassicrus yumkimil Candia-Ramírez & Francke, 2017

## Publication originale
- Reichling & West, 1996 : A new genus and species of theraphosid spider from Belize (Araneae, Theraphosidae). Journal of Arachnology, vol. 24, no 3, p. 254-261 (texte intégral).